# أنطور مدبب
أنطور مدبب (الاسم العلمي:Anthurium acutum) هو نوع من النباتات يتبع جنس الأنطور من الفصيلة اللوفية.